# آرامگاه میرزا کوچک
آرامگاه میرزا کوچک مربوط به دوره پهلوی ۱۳۹۰ ه.ق است و در رشت، محله سلیمانداراب و در قبرستان سلیمان داراب واقع شده و این اثر در تاریخ ۱۰ خرداد ۱۳۸۲ با شمارهٔ ثبت ۸۷۸۲ به‌عنوان یکی از آثار ملی ایران به ثبت رسیده است.